# Sitio de Zoutleeuw
El sitio de Zoutleeuw, también conocido como el asedio de Léau, fue un asedio de la guerra de sucesión española que tuvo lugar entre los días 29 de agosto y 5 de septiembre de 1705. Las  tropas aliadas con 16 piezas de artillería bajo el mando del capitán general  duque de Marlborough sitiaron y capturaron la pequeña ciudad fortificada flamenca de Zoutleeuw en los Países Bajos Españoles.

## Antecedentes
Después de atravesar las líneas fortificadas francesas, las «Líneas de Brabante» en Eliksem (Landen), el 18 de julio de 1705, el  duque de Marlborough centró sus planes en llevar al ejército francés, bajo el mando del duque de Villeroi, a una batalla decisiva frustrada por la negativa francesa a participar, por lo extensivo de fortificaciones de campo y por la falta de voluntad de los Diputados de Campo holandeses para someterse a sus planes. Los aliados se contentaron con ensanchar la brecha abierta en las líneas de Brabante al capturar Zoutleeuw al norte de Eliksem el 5 de septiembre. Zoutleeuw había sido abandonado apresuradamente por las tropas francesas del duque de Berwick en julio, después de la captura aliada de  Huy.

## El sitio
Zoutleeuw, rodeada de pantanos, fue tomada por un pequeño destacamento de dos batallones de soldados con 16 piezas de artillería bajo el mando del teniente general Dedem. La ciudad se rindió el 29 de agosto y las trincheras se tomaron el 31 de agosto. El arma de asedio aliada llegó de Maastricht el 3 de septiembre. Esa misma noche, los sitiadores atacaron y capturaron un reducto con poca oposición. Los batallones de infantería llevaron las trincheras a menos de 100 m de la ciudad y la artillería los siguió rápidamente.
Antes de que las baterías de artillería aliadas pudieran abrir fuego, el general de brigada, el gobernador francés Dumont, decidió rendirse el 4 de septiembre ya que Dedem amenazó con matar a toda la guarnición de 400 hombres si continuaban resistiendo. La ciudad y la ciudadela fueron ocupadas por 200 tropas aliadas el 5 de septiembre. La guarnición se marchó el 7 de septiembre para convertirse en prisioneros de guerra en Maastricht; a los oficiales se les permitió retener sus espadas y equipaje.

## Consecuencias
Los aliados tomaron 10 cañones de bronce, ocho de hierro, dos morteros de bronce, 10.000 granadas, 200 barriles de pólvora, 6.000 herramientas, 2.000 mosquetes, 100 barriles de balas de mosquete y 18 000 sacos de harina .
El asedio fue la última gran operación aliada cerca del río Mosa ya que las grandes fortalezas francesas de Namur y Charleroi y los objetivos bien defendidos en Brabante los desanimaron de seguir río arriba. Marlborough hizo nivelar las «Líneas de Brabante» y desmanteló la ciudad de Tirlemont.